# Identità di Parseval
In matematica, in particolare in analisi funzionale, l'identità di Parseval o identità di Bessel-Parseval è un importante risultato che riguarda la sommabilità della serie di Fourier di una funzione. Si tratta di un'uguaglianza che adatta il teorema di Pitagora a particolari spazi funzionali a dimensione infinita. Deve il suo nome al francese Marc-Antoine Parseval.
Informalmente, l'identità di Parseval stabilisce che la somma dei quadrati dei coefficienti di Fourier di una funzione è pari all'integrale del quadrato della funzione:
{\displaystyle \sum _{n=-\infty }^{\infty }|c_{n}|^{2}={\frac {1}{2\pi }}\int _{-\pi }^{\pi }|f(x)|^{2}\,dx}
dove i coefficienti di Fourier {\displaystyle c_{n}} di {\displaystyle f} sono dati da:
{\displaystyle c_{n}={\frac {1}{2\pi }}\int _{-\pi }^{\pi }f(x)\mathrm {e} ^{-inx}\,dx}
Più in generale, il risultato vale anche se {\displaystyle f} è una funzione quadrato sommabile o appartenente allo spazio L2[−π,π]. 
Un risultato simile è il teorema di Plancherel, che afferma che l'integrale del quadrato della trasformata di Fourier di una funzione è uguale all'integrale del quadrato della funzione stessa. In una dimensione, per {\displaystyle f\in L^{2}(\mathbb {R} )} si ha dunque:
{\displaystyle \int _{-\infty }^{\infty }|{\hat {f}}(\xi )|^{2}\,d\xi =\int _{-\infty }^{\infty }|f(x)|^{2}\,dx}

## L'identità
Si consideri uno spazio normato separabile {\displaystyle H}, ad esempio uno spazio di Hilbert, e sia {\displaystyle B=(e_{n})_{n}} una base ortonormale rispetto al prodotto interno {\displaystyle \langle ,\rangle } definito in {\displaystyle H}. L'identità di Parseval afferma che per ogni {\displaystyle x\in H}:
{\displaystyle \|x\|^{2}=\sum _{n}|\langle x,e_{n}\rangle |^{2}}
dove il prodotto interno {\displaystyle \langle x,e_{n}\rangle } definisce l'n-esimo coefficiente di Fourier di {\displaystyle x} rispetto alla base {\displaystyle B}. 
Se {\displaystyle e_{n}} è una base soltanto ortogonale:
{\displaystyle \|x\|^{2}=\sum _{n}\left|{\frac {\langle x,e_{n}\rangle }{\langle e_{n},e_{n}\rangle }}\right|^{2}\|e_{n}\|^{2}}
L'identità è una generalizzazione del teorema di Pitagora, il quale stabilisce che la somma dei quadrati delle componenti di un vettore in una base ortonormale è pari al quadrato della lunghezza del vettore stesso.
Se {\displaystyle H} coincide con {\displaystyle L^{2}[-\pi ,\pi ]} e {\displaystyle e_{n}=e^{-inx}}, dove {\displaystyle n\in \mathbb {Z} }, si ritrova il caso della serie di Fourier mostrato sopra con {\displaystyle e_{n}} che è detto sistema trigonometrico. In particolare, la validità dell'identità di Parseval per un determinato {\displaystyle x\in H} garantisce la convergenza della rispettiva serie di Fourier a {\displaystyle x} nella norma di {\displaystyle H}, e la validità dell'identità per tutti gli {\displaystyle x\in H} garantisce che {\displaystyle e_{n}} sia un sistema ortonormale completo. Se {\displaystyle H} è uno spazio di Hilbert cioè comporta data una base ortogonale l'identità di Parseval valga per ogni elemento dello spazio.
L'identità di Parseval e la mutua ortogonalità dei sottospazi generati dai vettori {\displaystyle e_{n}} implicano anche che:
{\displaystyle x=\sum _{n=1}^{\infty }\langle {}x,e_{n}\rangle {}e_{n}}
cioè che ogni elemento è la somma della sua serie di Fourier. Il teorema di Parseval per le serie di Fourier ne è un caso particolare.

### Spazi prehilbertiani
L'identità di Parseval nella sua veste più generale considera vettori (funzioni) in uno spazio prehilbertiano {\displaystyle H}. Se {\displaystyle B} è un insieme ortonormale di {\displaystyle H}, detto totale nel senso che lo span lineare di {\displaystyle B} è denso in {\displaystyle H}, allora:
{\displaystyle \|x\|^{2}=\langle x,x\rangle =\sum _{e\in B}\left|\langle x,e\rangle \right|^{2}}
Nel caso in cui {\displaystyle B} non sia totale l'uguaglianza è sostituita dalla disuguaglianza {\displaystyle \geq } e quindi la conclusione coincide con quella della disuguaglianza di Bessel. La dimostrazione di questa versione generale fa uso del teorema di Riesz-Fischer.